# 奥勒·霍坎松
奥勒·霍坎松（瑞典語：Olle Håkansson，1927年2月22日—2001年2月11日），瑞典前男子足球运动员，司职中场。他曾代表瑞典国家队参加1958年国际足联世界杯，获得亚军。他于2001年去世，享年73岁。